# Sorbische Grenzdialekte
Die sorbischen Grenzdialekte (auch sorbische Übergangsdialekte) sind eine Gruppe von sorbischen Dialekten, die sich entlang der Übergangszone zwischen der niedersorbischen und der obersorbischen Sprache herausgebildet haben und Elemente beider Standardvarietäten beinhalten.
Die Übergangszone liegt zum größten Teil im Norden der Oberlausitz an der Grenze zur Niederlausitz, etwa entlang einer Linie Senftenberg–Hoyerswerda–Weißwasser. Über eine genaue Abgrenzung sind sich namhafte Sorabisten uneins.
Nach Stieber sind dies die Dialekte von Großkoschen (eher obersorbisch), Kleinkoschen (eher niedersorbisch), die Spreewitzer und Nochtener Dialekte (beide eher obersorbisch) und die Schleifer und Muskauer Dialekte (beide eher niedersorbisch).
Arnošt Muka hatte in seiner 1891 veröffentlichten Laut- und Formenlehre der niedersorbischen Sprache die Übergangszone zwar ähnlich gesehen, den obersorbischen Grenzdialekten jedoch den Status eines Übergangsdialekts verwehrt. Seine Einteilung lautete:
- Muskauer Dialekt (Kirchspiele Muskau und Gablenz)
- eigentlicher Grenzdialekt
  - östlicher Grenzdialekt (Schleifer Dialekt)
  - mittlerer Grenzdialekt (Zerre, Terpe, Sabrodt, Bluno, Proschim, Groß Partwitz, Klein Partwitz und Scado)
  - westlicher Grenzdialekt (Senftenberger Dialekt mit den Orten rings um Senftenberg)

Die Unterscheidung zwischen dem Muskauer und den eigentlichen Grenzdialekten wurde zum Teil auch von Ščerba getragen, der im Muskauer Dialekt neben der niedersorbischen und der obersorbischen eine dritte sorbische Sprache sah. Seine Untersuchung des Muskauer Dialekts mit entsprechender Veröffentlichung im Jahr 1915 geht auf eine direkte Empfehlung Mukas zurück.
Ronald Lötzsch hatte 1965 mit Berücksichtigung von Paul Wirths Beiträgen zum sorbischen Sprachatlas die Übergangszone entlang der Dialekte Großkoschen, Groß Partwitz–Terpe, Hoyerswerda, Spreewitz–Neustadt, Schleife, Muskau und Nochten definiert. Er wies auch darauf hin, dass – nach Siegfried Michalks Untersuchung der Neustädter Mundart – der eigentlich obersorbische Spreewitzer Dialekt dem Niedersorbischen morphologisch wesentlich näher steht als dem Obersorbischen.